# 후지와라노 사네스케
후지와라노 사네스케(일본어: 藤原 実資 ふじわら の さねすけ[*])는 헤이안 시대의 공경이다. 후지와라 북가 오노노미야류이며, 참의 후지와라노 타다토시의 4남이다.
후지와라 북가 적류인 오노노미야류의 방대한 가문 영지를 이어받았고, 유직고실에 정통한 당대 일류의 학식을 가진 사람이었다. 후지와라노 미치나가가 권세를 떨치던 시절을 조리있게 넘겨, 권력이 있고 신분이 높은 사람이라는 평가를 받았다. 최종적으로는 종1위 우대신에 올라 "현인우부(賢人右府)"라 불렸다. 사네스케가 남긴 일기 『소우기(小右記)』는 이 시대를 알 수 있는 귀중한 자료이다.

## 가족관계
- 아버지 : 후지와라노 타다토시
- 어머니 : 후지와라노 마사후미의 딸
- 아내 : 미나모토노 코레마사의 딸
  - 딸 : 성명 미상 (985년 - ?)[2]
- 아내 : 엔시 여왕(婉子女王, 타메히라 친왕의 딸. 원래는 카잔 천황의 뇨고)
- 아내 : 관녀 이름 미상
  - 아들 : 료엔(良円, 983년 - 1050년)
- 아내 : 미나모토노 요리사다의 유모의 딸 (977년 - ?)[3]
  - 딸 : 후지와라노 치후루/치코 - 후지와라노 카네요리의 아내
- 생모 미상의 자녀
  - 아들 : 칸라쿠(観薬)
  - 딸 : 성명 미상 (? - 990년)
- 양자녀
  - 양자 : 후지와라노 스케히라 (986년 - 1067년) - 친부 후지와라노 카네히라(藤原懐平)
  - 양자 : 후지와라노 스케타카 (생몰년 미상) - 친부 후지와라노 카네히라
  - 양자 : 후지와라노 스케요리 (생몰년 미상) - 친부 후지와라노 카네히라
  - 양자 : 후지와라노 츠네스에 (1010년 - 1086년) - 친부 후지와라노 츠네미치

## 관련작품

### TV드라마
- 『빛나는 너에게』 (2024년, NHK 대하드라마) - 배우 로바토 아키야마 류지

## 참고문헌
- 『公卿補任 第一篇』 요시카와 홍문관, 1982년
- 『尊卑分脈 第二篇』 요시카와 홍문관, 1987년
- 佐々木恵介 (2018). 《天皇の歴史３　天皇と摂政・関白》. 講談社学術文庫. 講談社. ASIN B079S586BG.
- 쿠라모토 카즈히로 『現代語訳 小右記』요시카와 홍문관, 2015 - 2023년